# Hitler's Children (film 2011)
Hitler's Children è un film documentario israelo-tedesco del 2011 diretto da Chanoch Zeevi, dove alcuni discendenti di gerarchi nazisti parlano del peso di appartenere a queste famiglie.

## Trama
Il film documentario intervista cinque discendenti di alcuni fra i più stretti collaboratori di Adolf Hitler: Bettina Göring (nipote di Hermann Göring), Niklas Frank (figlio di Hans Frank), Katrin Himmler (pronipote di Heinrich Himmler), Monika Göth (figlia di Amon Göth), Rainer Höss (nipote di Rudolf Höss). Il regista è attento a presentare sia come i protagonisti hanno vissuto la scoperta della loro pesante "eredità" familiare, sia cosa hanno fatto per superarla.

## Distribuzione
Il film fu proiettato per la prima volta in Israele il 1º maggio 2011 e nel novembre dello stesso anno all'International Documentary Film Festival Amsterdam (IDFA), considerato il più grande festival di documentari al mondo. Il festival si tiene ad Amsterdam ogni anno dal 1988.
Il documentario è stato proiettato in diversi festival di documentari in tutto il mondo e da numerose emittenti televisive, tra cui BBC2, ORF e la rete svedese Kunskapskanalen. Il film raggiunse la finale nella categoria dei migliori programmi TV trasmessi in Europa al concorso Prix Europa 2012.